# First Blood (soundtrack)
First Blood is de originele soundtrack, gecomponeerd en gedirigeerd door Jerry Goldsmith voor de gelijknamige film uit 1982 van Ted Kotcheff. Het album is oorspronkelijk uitgebracht in 1982 op lp door de Regency-label.
De partituur werd uitgevoerd door het National Philharmonic Orchestra en opgenomen in de Abbey Road Studios, met als thema 'It's A Long Road'. Dit nummer voegde een nieuwe dimensie toe aan het karakter John Rambo, en keer meerdere malen terug in de drie filmsequels en geanimeerde spin-off.
Het album werd tweemaal opnieuw uitgebracht op cd met een extra track ("No Power"). 
Eerst  door Intrada Records en vervolgens een identieke versie door Varèse Sarabande. De complete set werd vrijgegeven door Intrada Records in een 2-cd set, samen met een geremasterde versie van het originele album, op 23 november 2010.

## Tracklijst
Alle muziek is geschreven door Jerry Goldsmith, tenzij anders aangegeven.
| 1.                 | It's A Long Road (Theme From "First Blood" - Vocal) – Dan Hill (muziek: Jerry Goldsmith; tekst: Hal Shaper) | 3:19 |
| 2.                 | Escape Route                                                                                                | 2:40 |
| 3.                 | First Blood                                                                                                 | 4:37 |
| 4.                 | The Tunnel                                                                                                  | 4:03 |
| 5.                 | Hanging On                                                                                                  | 3:30 |
| 6.                 | Home Coming                                                                                                 | 2:22 |
| 7.                 | Mountain Hunt                                                                                               | 6:06 |
| 8.                 | My Town | 1:55 |
| 9.                 | The Razor                                                                                                   | 3:09 |
| 10.                | Over The Cliff                                                                                              | 2:04 |
| 11.                | It's A Long Road (Instrumental)                                                                             | 2:53 |
| Totale duur: 37:45 | |      |

### Uitgebreide uitgave (Intrada Records, 1988 / Varèse Sarabande, 2000)
1. Home Coming
2. Escape Route
3. First Blood
4. The Tunnel
5. Hanging on
6. Mountain Hunt
7. My Town
8. The Razor
9. No Power
10. Over The Cliff
11. It's A Long Road (Instrumentale)
12. It's A Long Road (Thema van First Blood)

Totale duur: 39:20

### Uitgebreide uitgave (Intrada Records, 2010)
Disc 1
1. Theme van First Blood (Pop Orchestra Versie)
2. Home Coming
3. My Town
4. Under Arrest
5. The Razor
6. A Head Start
7. Hanging On
8. Over The Cliff
9. A Stitch In Time
10. Mountain Hunt
11. No Truce
12. First Blood
13. The Tunnel
14. Escape Route
15. The Truck
16. No Power/Night Attack
17. Hide And Seek
18. It's A Long Road (Instrumentale versie)
19. It's A Long Road (Thema van First Blood) - Stem: Dan Hill

Disc 2
1. It's A Long Road (Thema van First Blood) - Stem: Dan Hill (Identiek aan #19 van CD1)
2. Escape Route
3. First Blood
4. The Tunnel
5. Hanging On
6. Home Coming
7. Mountain Hunt
8. My Town
9. The Razor
10. Over The Cliff
11. It's A Long Road (Instrumentale versie)
12. It's A Long Road [Opname sessies Piano/Stem Demo]
13. Carolco Logo
14. Rambo [Zomer 1984 Trailer]

Totale duur: 87:04